# 2019
2019（二千十九、二〇一九、にせんじゅうきゅう）は、自然数また整数において、2018の次で2020の前の数である。

## 性質
- 2019は合成数であり、約数は 1, 3, 673, 2019 である。
  - 約数の和は2696。
    - 約数関数から導き出される数列 {\displaystyle a_{n}=\sigma (a_{n-1})} はその初期値によって異なる数列になる。異なる数列になる92番目の初期値(最小の値)を表す数である。1つ前は1983、次は2118。(ただし1を除く)(オンライン整数列大辞典の数列 A257348)

  - 約数を4個もつ571番目の数である。1つ前は2018、次は2021。
- 2019 = 3 × 673
  - 580番目の半素数である。1つ前は2018、次は2021。
    - 半素数をつくる p , q において p + 1 と q + 1 も半素数である32番目の数である。1つ前は1985、次は2041。(オンライン整数列大辞典の数列 A193227)
      - 2019 = 3 × 673 , 3 + 1 = 2 × 2 , 673 + 1 = 2 × 337

  - p × q の形で表せる数で素因数の和が平方数となる33番目の数である。1つ前は1703、次は2059。(オンライン整数列大辞典の数列 A141755)
    - 2019 = 3 × 673 → 3 + 673 = 262
- 3つの素数の平方和6通りで表せる最小の数である。次は2091。
  - 2019 = 72 + 112 + 432 = 72 + 172 + 412 = 112 + 232 + 372 = 132 + 132 + 412 = 172 + 192 + 372 = 232 + 232 + 312
  - 3つの素数の平方和 n 通りで表せる最小の数とみたとき1つ前の5通りは1179、次の7通りは2259。(オンライン整数列大辞典の数列 A214512)
- 2019 = 794 + 1225 = (16 + 26 + 36) + 352
- 各位の和が12になる143番目の数である。1つ前は1920、次は2028。
- 1/2019 は循環節の長さが224の3番目の循環小数である。1つ前は1346、次は2692。
- 2倍、3倍したとき出現する数と自身の数を含めると0から9まで連続する6番目の数である。1つ前は1920、次は2079。(オンライン整数列大辞典の数列 A120564)
  - 例．2019 × 2 = 4038 、2019 × 3 = 6057 、結果自身を含め0から9までの数が出現している。
- 2019 = 14 + 24 + 34 + 54 + 64
  - 数列 {1, 2, 3, 5, 6} を表す具体的な例を1つあげると、0段階で {1, 2} を用意する。第1段階で 1 + 2 = 3 から {1, 2, 3} という数列を得る。ここに 2 + 3 = 5 を加える。(ここまではフィボナッチ数列と同じ) 次に 1 + 2 + 3 = 6 を加えると第2段階で {1, 2, 3, 5, 6} という数列を得る。これを繰り返していくと第3段階で {1, 2, 3, 5, 6, 11, 14, 16, 17} を得る。(オンライン整数列大辞典の数列 A050049)
  - n = 4 のときの 1n + 2n + 3n + 5n + 6n の値とみたとき1つ前は377、次は11177。
  - 2019 = (3−1/2)4 + (5−1/2)4 + (7−1/2)4 + (11−1/2)4 + (13−1/2)4
    - 3, 5, 7, 11, 13 は最初からの5連続奇数の素数。
- 2つの連続自然数を降順に並べてできる20番目の数である。1つ前は1918、次は2120。(オンライン整数列大辞典の数列 A127423)

## その他 2019 に関連すること
- 西暦2019年